# Estação Central de Gotemburgo
A Göteborgs centralstation (em português:  Estação Central de Gotemburgo) é a principal estação ferroviária de Gotemburgo, segunda cidade da Suécia. É o ponto final de diversas linhas ferroviárias e está situada junto à praça Drottningtorget, na área do centro histórico da cidade. Da estação partem comboios para Estocolmo, Malmö e Copenhaga, Karlskrona, Oslo e Karlstad.

## Linhas ferroviárias partindo de Gotemburgo
- Linha da Bohuslän
- Linha da Noruega/Vener
- Linha Ocidental
- Linha de Costa a Costa
- Linha da Costa Oeste